# Хобеня (Любінський повіт)
Хобеня (пол. Chobienia, нім. Köben) — село в Польщі, у гміні Рудна Любінського повіту Нижньосілезького воєводства.
Населення — 764 особи (2011).
У 1975-1998 роках село належало до Легницького воєводства.

## Демографія
Демографічна структура станом на 31 березня 2011 року:
|          | Загалом | Допрацездатний вік | Працездатний вік | Постпрацездатний вік |
| -------- | ------- | ------------------ | ---------------- | -------------------- |
| Чоловіки | 347     | 58                 | 261              | 28                   |
| Жінки    | 417     | 93                 | 250              | 74                   |
| Разом    | 764     | 151                | 511              | 102                  |